# Державний лад Бразилії
За своєю політичною структурою Бразилія є федеральною президентською представницькою демократичною республікою, де главою держави та уряду є президент Бразилії і діє система багатопартійності. Виконавча влада здійснюється урядом. Законодавча влада здійснюється як урядом (зокрема президентом), так і двопалатним Національним Конгресом. Судова влада незалежна від виконавчої та законодавчої влади. Бразилія поділяється на 26 штатів і федеральний округ.

## Конституція
Протягом свого існування Бразилія мала сім конституцій:
- Конституція 1824 року — перша бразильська конституція, складена імператором Педру I. Ця конституція описує спадкову надзвичайно централізовану монархію, де право голосу мали тільки землевласники.
- Конституція 1891 року — республіка була проголошена в 1889 році, але нова конституція була обнародувана тільки в 1891. Це федералістська конституція, моделлю для якої була конституція США. Проте, жінкам і громадянам без освіти все ще заборонялося голосувати.
- Конституція 1934 року — коли Жетуліо Варгас прийшов до влади у 1930 році, він відмінив конституцію 1891 року і прийняв нову тільки в 1934, частково щоб залишитися на новий термін. З 1932 року жінкам надано право голосу, що вплинуло на голосування по цій конституції та було закріплено в ній.
- Конституція 1937 року — Жетуліо Варгас використовував загрозу комуністичного повстання як привід для встановлення власної диктатури фашистського типу. Він ввів нову корпоралістську конституцію, моделлю для якої став режим Муссоліні, тим самим створивши так звану «Естадо Ново».
- Конституція 1946 року — після військового перевороту, що скинув Жетуліо Варгаса, Збори прийняли демократичнішу конституцію.
- Конституція 1967 року — після перевороту 1964 року, що скинув Жуана Голарта, військова диктатура прийняла надконституційний «Інституційний Акт». Ця тоталітарна конституція просто переписувала цей акт.
- Конституція 1988 року — сучасна конституція, прийнята після падіння диктатури.

Сучасна конституція 1988 року була обнародувана 5 жовтня 1988 року, після дворічного процесу написання її з нуля Конституційним Конгресом, обраним в 1986 році. У цілому ця конституція вкриває більше аспектів, ніж переважна більшість конституцій — багато законів інших країн у Бразилії вписані в конституцію, наприклад закони щодо соціального забезпечення і оподаткування. Ця конституція дуже демократична, що є відповіддю на період Військової диктатури, гарантує всі права людини і значно обмежує здатність держави обмежувати свободу, карати образи та регулювати особисте життя мешканців. З іншого боку, вона не надає чітких правил економічного регулювання країни. За наступні роки, особливо починаючи з 1995 року, до конституції було внесено багато поправок, позбавляючись від застарілих або неясних положень та пристосувуючи її до економічних реформ (що досить часто критикується). Станом на березень 2006 року до неї внесено 52 поправки.

## Адміністративний поділ

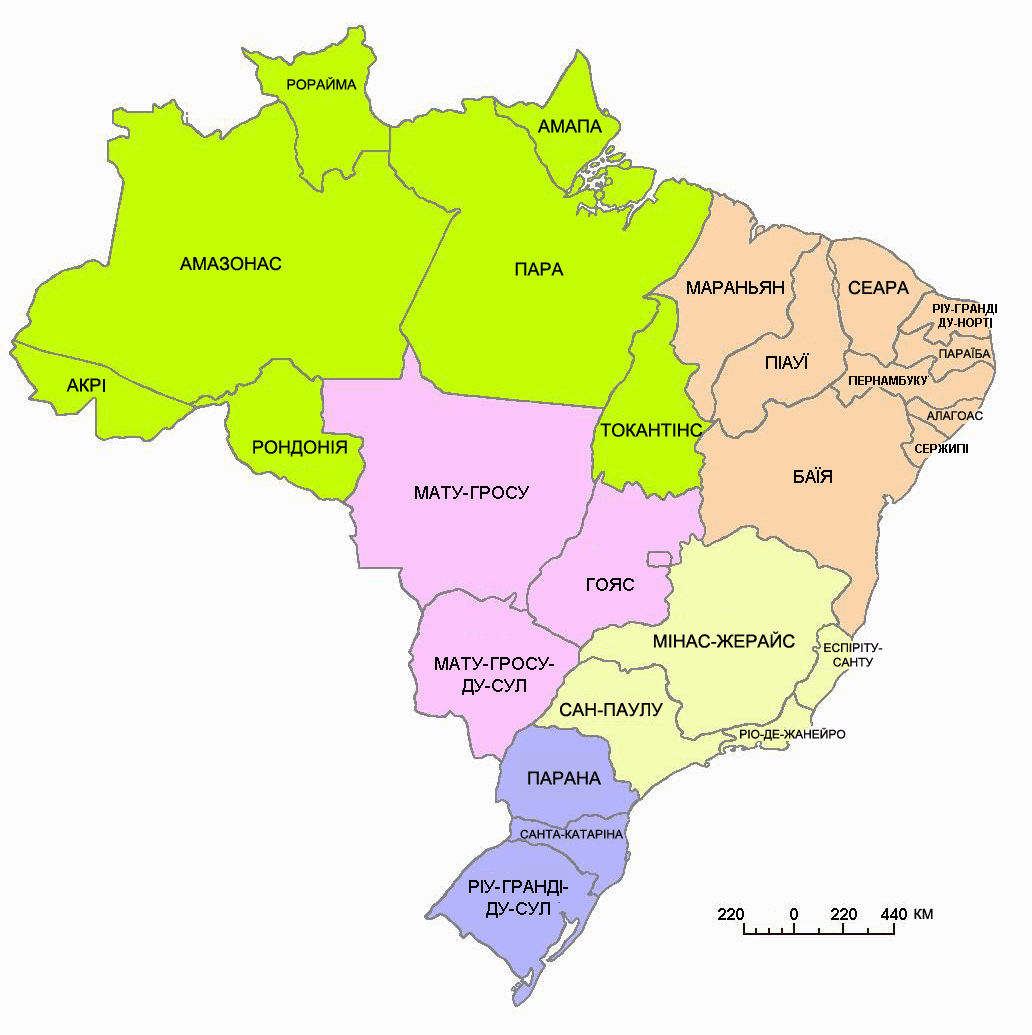
Адміністративний поділ Бразилії

Адміністративно Бразилія поділяється на 26 штатів та Федеральний округ, який містить столицю країни, місто Бразиліа (див. список штатів у статті Адміністративний поділ Бразилії). Штати у свою чергу поділяються на муніципалітети, зараз у країні налічується 5560 муніципалітетів. Бразильські муніципалітети не обов'язково містять лише одне місто, а їх територія дуже сильно варіюється. Штати звичайно об'єднують у п'ять великих регіонів, звичайно для статистичних цілей та для організації судової влади.
За устроєм влади Бразилія — федерація, проте муніципалітети включені як автономні політичні об'єкти, що робить федерацію потрійною: тобто Союз, штати і муніципалітети. Всі штати та муніципалітети мають власні уряди, які обираються у кожній федеральній одиниці незалежно від федерального уряду. Не зважаючи на їх відносну автономію, всі штати та всі муніципалітети мають однакову модель адміністрації (див. нижче), як встановлено Конституцією.
Федеральний уряд не втручається у справи окремих регіональних адміністрацій, хоча і просуває економічне зростання в бідніших регіонах за допомогою призначених для цього державних агентств, таких як Управління для розвитку Північного Сходу (SUDENE, засновано в 1959 році), і Управління для розвитку Амазонського регіону (SUDAM, 1966). SUDENE і SUDAM розподіляють федеральні кошти на проекти розвитку цих регіонів та спостерігають за податковими стимулами з ціллю стимулювати інвестиції в регіони. Проте, політика цих агентств сильно змінюється залежно від федеральної адміністрації, а функції агентств часто частково перекриваються з місцевими урядами.

## Федеральні органи влади

### Виконавча влада

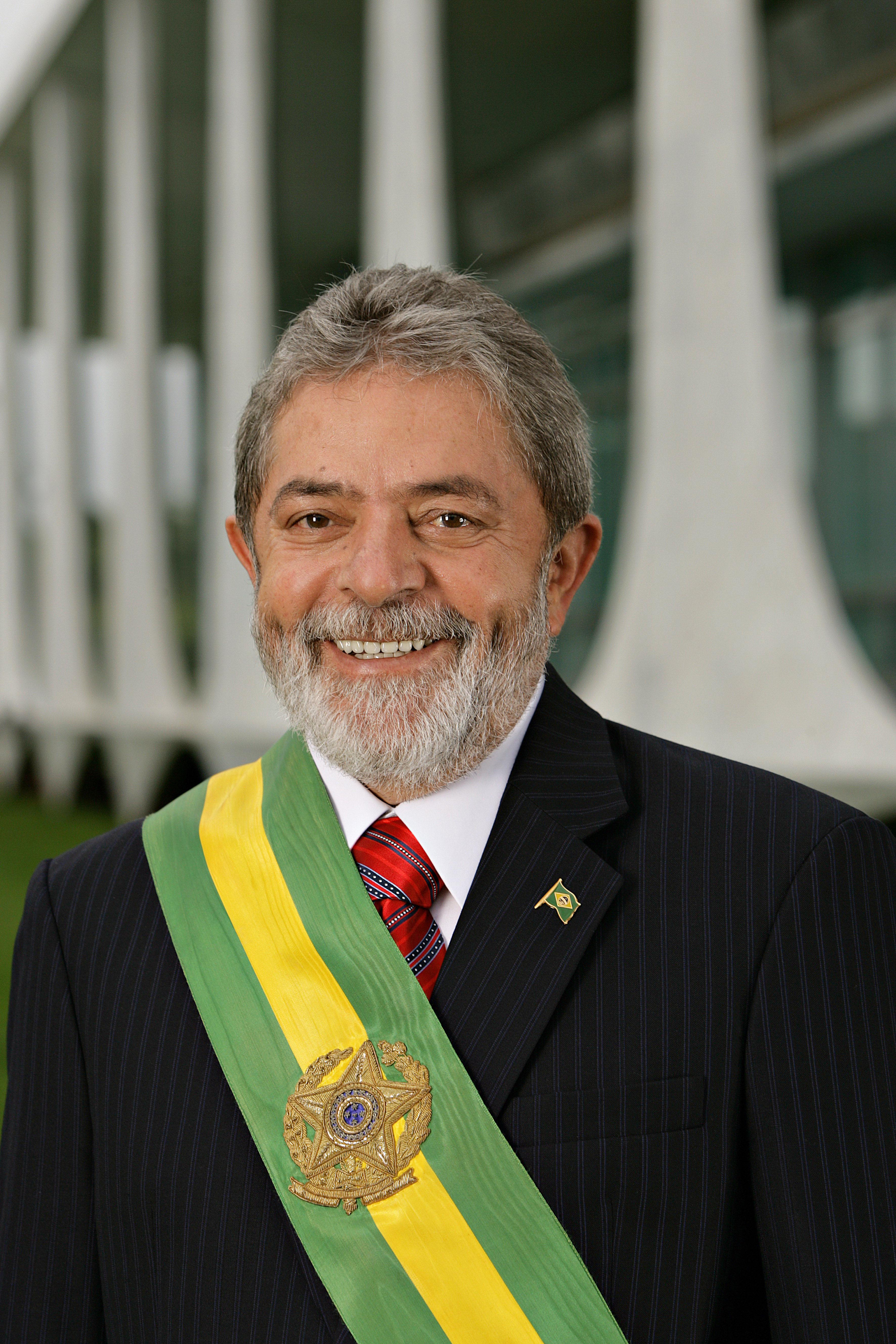
Луїз Інасіу Лула да Сілва — президент республіки в 2003-2011

Федеральна виконавча влада здійснюється перш за все президентом республіки, її віце-президентом, главою державної канцелярії та кабінетом міністрів.
Президент республіки, згідно з конституцією, має дуже великі повноваження, він є як главою держави (тобто представляє Бразилію у міжнародних відносинах), так і главою уряду (тобто має значну виконавчу владу і назначає міністрів). Крім того, президент бере участь у законодавстві шляхом президентських наказів та внесення законів у парламент. Президент обирається всенародним голосуванням по мажоритарній системі терміном на чотири роки, з можливістю одного переобрання. В результаті рішення уряду залежать від політичної орієнтації президента, яку він повинен показувати під час виборчої кампанії.
Глава державної канцелярії (порт. Chefe da Casa Civil) вважається найвищим посадовцем виконавчої гілки влади після президента та віце-президента та є головним помічником президента. Глава державної канцелярії відповідає за спостереження виконання всіх президентських наказів і бюрократичних процедур адміністрації президента. Він також відповідає за переговори з Конгресом і губернаторами штатів. Тому він загалом вважається «другою найвпливовішою людиною в Бразилії».
Міністерства: регулюють всі гілки виконавчої влади. Всі міністри назначаються президентом республіки. Крім того, існує 6 агенцій міністерського рівня: офіс віце-президента, державна канцелярія, генеральний секретаріат, кабінет інституційної безпеки, генеральна прокуратура та центральний банк.

### Законодавча влада
Федеральна законодавча влада представлена двопалатним Національним Конгресом (порт. Congresso Nacional), який складається з Федерального Сенату (Senado Federal) і Палати Депутатів (Câmara dos Deputados).
Верхня палата, Федеральний Сенат, має 81 місце, по три члени від кожного штату або федерального округу, обраних по пропорційній мажоритарній системі на восьмирічний термін. Третина з них обирається після чотирьохрічного періоду, дві третини після наступного чотирьохрічного періоду.
Нижня палата, Палата Депутатів, має 513 місць, на які депутати обираються за пропорційною системою на чотирьохрічний термін. Місця наділяються штатам пропорційно до їх населення, але кожний штат має мінімум вісім і максимум 70 місць. В результаті маленькі штати мають деяку перевагу.
У Національному конгресі представлені п'ятнадцять політичних партій. Тому що є дуже звичайним для політиків міняти партії, пропорція місць у конгресі, що належить той чи іншій партії, постійно змінюється.

### Судова влада

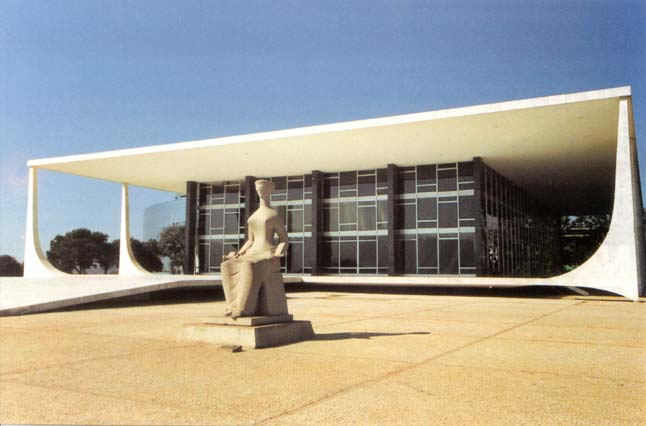
Будівля Верховного Суду Бразилії

Федеральний Верховний Суд (Supremo Tribunal Federal) — суд вищої інстанції Бразилії. Він складається з 11 членів, висунутих президентом та схвалених Федеральним Сенатом. Суд розглядає випадки, що стосуються президента, Конгресу, судової влади, урядових міністрів, дипломатичні і політичні питання та питання адміністративного поділу країни.
Вищий Суд Правосуддя (Superior Tribunal de Justiça) складається з 33 суддів, також призначених президентом та схвалених Сенатом. Він розглядає випадки, що стосуються губернаторів штатів і Федерального округу, членів судової влади, і державних міністрів.
Територія країни поділяється на п'ять регіонів, кожний з яких містить декілька штатів. Кожний регіон містить федеральний Апеляційний Суд — останню судову інстанцію для суперечок між приватними особами. Кожен регіон, у свою чергу, поділяється на Судові Секції (Seções Judiciárias) з територією, що не обов'язково відповідає територіям штатів. Федеральні судді у цих районах мають справи з випадками, що мають відношення до профспілок, громадських організацій і деяких політичних злочинів. Виборчі суди відповідають за реєстрацію політичних партій і контроль їх фінансів. Вони також вибирають дату виборів та розглядають випадки, що стосуються виборчих злочинів. Трудові суди є посередниками в конфліктах між керівництвом підприємств і працівниками, а військові суди мають юрисдикцію у випадках, що стосуються службовців озброєних сил.
Бразильська судова система часто критикується за неефективність, випадки політичного фаворитизму та корупцію, проте, пропозиції реформ завжди погрузали в довгих дискусіях і не приводили до змін. Постійно крититується і бразильська система виправних установ — у в'язницях часто дуже жорсткі умови, часто трапляються масові спроби втечі та бунти, в результаті яких багато ув'язнених було вбито за останній час.

## Штати

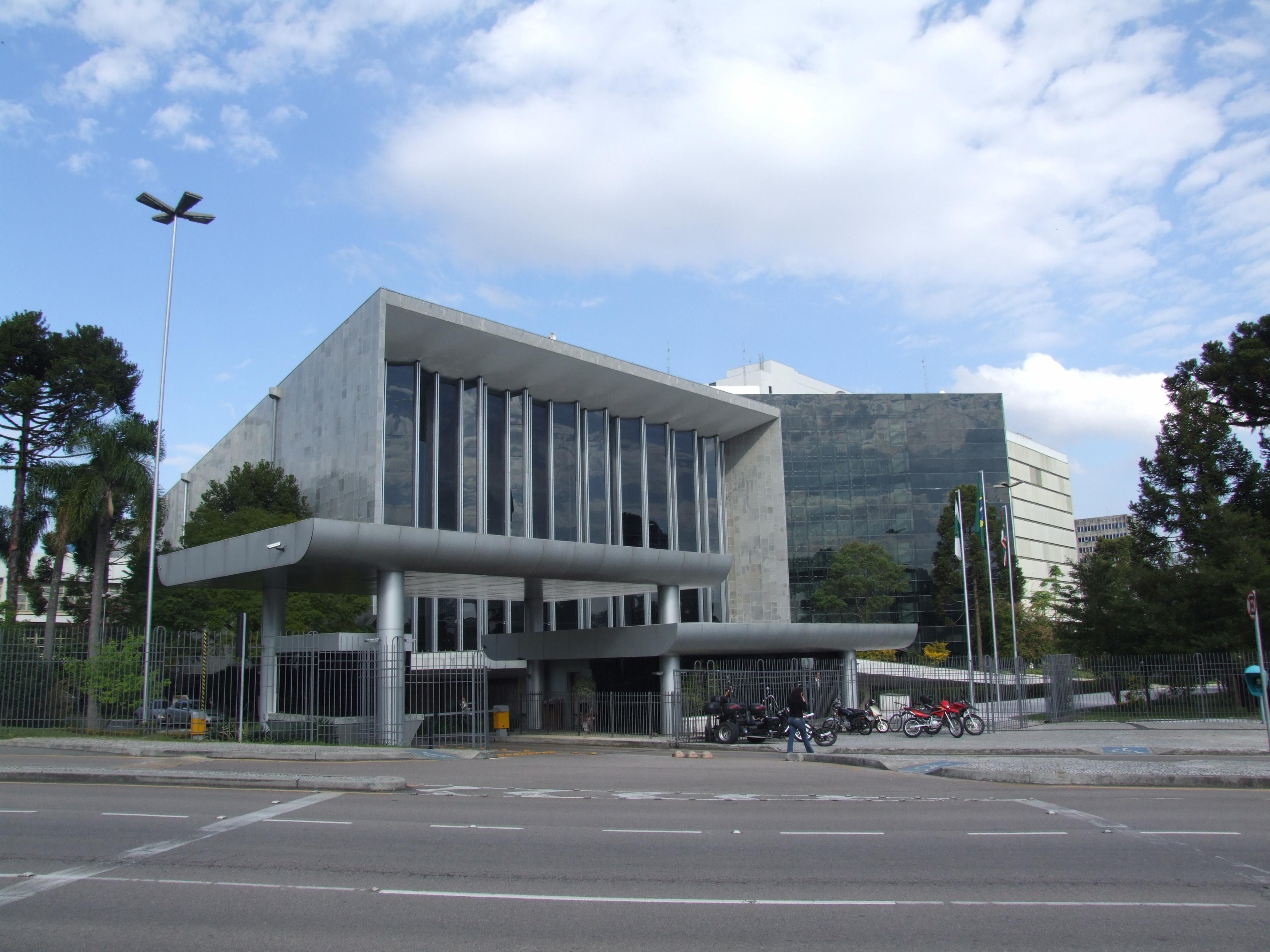
Палац Ігуасу — будівля Законодавчої Асамблеї штату Парана.

Як вже вказувалося, за конституцією 1988 року всі штати мають схожу модель адміністрації, з досить високим ступенем автономії та вибірними і незалежними від центрального уряду губернаторами, парламентами та судами. Штати мають право збирати власні податки та утримувати частину податків, зібраних федеральним урядом. Федеральний округ до 1990-х мав призначеного мера (порт. prefeito), але зараз також має вибірного губернатора.

### Виконавча влада штатів
Главою виконавчої влади штатів є губернатор (порт. Governador) та призначені ним секретарі (порт. Secretários). На виборах кожен з 27 губернаторів повинен набрати більш ніж 50 відсотків голосів, при цьому, у випадку необхідності, провидиться другий тур виборів.

### Законодавча влада штатів
Законодавча влада штатів здійснюється Законодавчою Асамблеєю (Assembléia Legislativa), яка на відміну від федерального парламенту є однопалатною. Депутати вибираються на чотири роки шляхом подібним до депутатів Палати Депутатів Національного Конгресу, відповідно до пропорційної системи голосування, у якій весь штат вважається одним виборчим округом. Вибори проводяться одночасно з виборами президента і депутатів Конгресу.

### Судова влада штатів
Кожний штат, також як і Федеральний округ, складає судовий район. Існують спеціалізовані суди першої інстанції для фамільних та ділових тяжб. Рішення судів першої інстанції зазвичай виносяться одним суддею. Бразильська судова система також використовує суд присяжних у випадку злочинів, здійснених проти людини. Рішення окружних судів можуть бути переглянуті судами другої інстанції.
У кожному штаті Бразилії є один суд другої інстанції, так званий Суд Правосуддя (порт. Tribunal de Justiça). Деякі штати раніше мали Апеляційні суди (порт. Tribunal de Alçada) з дещо іншою юрисдикцією, але зараз у всіх штатах судом вищої інстанції є Суд Правосуддя. Рішення цього суду зазвичай виносять три судді, так званих desembargadores.

## Муніципалітети
В Бразилії не має різниці між містами та іншими населеними пунктами, в усіх випадках використовується слово cidade. Різниця між ними може бути зроблена тільки тому, що деякі населені пункти є центрами судових округів (comarca), у такому випадку вони називаються Sedes de Comarca. Окрім цього, тільки розмір і важливість відрізняє один населений пункт від іншого.
Муніципалітет (Município) — територія, що охоплює одну міську область, центр (sede), від якої бере свою назву, і декілька інших міських або сільських областей (distritos). Центр муніципалітету повинен бути найбільшим за населенням містом в його межах, якщо інше місто виростає більше, воно звичайно відділяється від муніципалітету, формуючи ще один.
Муніципалітети користуються відносною автономією: вони можуть мати свою власну конституцію, яка є основним законом (Lei Organica), збирати податки та інші грошові збори, мати муніципальну поліцію (хоча з дуже обмеженими повноваженнями), приймати будь-який інший закон, який не суперечить конституціям штатів та держави, та мати власну символіку (тобто прапор, гімн і герб). Проте, не всі муніципалітети використовують всю повноту цієї автономії. Наприклад, лише декілька муніципалітетів мають місцеві поліцейські сили, деякі з муніципалітетів не збирають податки (щоб привернути інвесторів або нових мешканців) і багато з них не має прапора (хоча всі вони повинні мати герб).
Муніципалітетами управляє вибраний мер (prefeito) і однопалатна Палата Радників (Câmara de Vereadores). У муніципалітетах з більш ніж з 200 тис. мешканців мер повинен бути вибраний більш ніж 50 % голосів виборців. Виконавча влада здійснюється префектурою (Prefeitura).
У Бразилії є муніципалітети дуже різні за площею та населенням. Муніципалітет Алтаміра (Altamira) в штаті Пара має площу 160 тис. км², що більше, ніж площа багатьох країн світу. Декілька муніципалітетів мають понад 1 млн мешканців.
До 1974 Бразилія мала один муніципалітет рівня штату, штат Гуанабара (Guanabara), зараз поглинутий містом Ріо-де-Жанейро.
Федеральний округ — аномальна федеральна одиниця, оскільки він не організований так як муніципалітети, але й не має такого рівня автономії, як штати (хоча й класифікується серед них) і близько пов'язаний з центральною владою. Він вважається єдиним муніципалітетом, та ділиться на центр (безпосередньо місто Бразиліа) і кілька міських районів (так звані міста-супутники). Міста-супутники адміністративно утворюються та управляються безпосередньо губернатором федерального району і не мають дійсної автономії.

## Політичні партії
Сучасна система політичних партій Бразилії почала складатися в 1945 році наприкінці ери Варгаса, коли президент Жетуліо Варгас застував Соціал-демократичну і Лейбористську партії для підтримки своєї слабшаючої адміністрації. Ряд інших партій виникли протягом 1950-х і початку 60-х років, але лише деякі з них мали вагомий політичний вплив. Військова диктатура, встановлена у 1964 році, згодом відмінила всі політичні партії та замінила їх єдиною урядовою партією, Національним Альянсом Оновлення та відокремленою опозиційною партією, Бразильським Демократичним Рухом. Під час пом'якшення режиму в 1979 році, уряд відмінив ці дві організації і дозволив іншим партіям брати участь у виборах, але все ще з істотними обмеженнями. Після відновлення цивільного уряду в 1985 році, Бразилія знову легалізувала всі політичні партії. У цей час сформувалася дуже фрагментована багатопартійна система. 10 партій з найбільшим числом представників у Палаті Депутатів приведені нижче (детальніше див. Політичні партії Бразилії):
| Партія | Палата Депутатів | Палата Депутатів | Палата Депутатів | Федеральний Сенат | Федеральний Сенат | Федеральний Сенат | Федеральний Сенат |
| Партія | Голосів          | %                | Місць            | Голосів           | %                 | Всього місць      | Обрані в 2006     |
| --- | ---------------- | ---------------- | ---------------- | ----------------- | ----------------- | ----------------- | ----------------- |
| Робітнича партія (Partido dos Trabalhadores) | 13 989 859       | 15,0             | 83               | 16 222 159        | 19,2              | 11                | 2                 |
| Бразильська партія демократичного руху (Partido do Movimento Democrático Brasileiro) | 13 580 517       | 14,6             | 89               | 10 148 024        | 12,0              | 15                | 4                 |
| Партія бразильської соціальної демократії (Partido da Social-Democracia Brasileira) | 12 691 043       | 13,6             | 65               | 10 547 778        | 12,5              | 15                | 5                 |
| Партія ліберального фронту (Partido da Frente Liberal) | 10 182 308       | 10,9             | 65               | 21 653 812        | 25,7              | 18                | 6                 |
| Прогресивна партія (Partido Progresista) | 6 662 309        | 7,1              | 42               | 4 228 431         | 5,0               | 1                 | 1                 |
| Бразильська соціалістична партія (Partido Socialista Brasileiro) | 5 732 464        | 6,2              | 27               | 2 143 355         | 2,5               | 3                 | 1                 |
| Демократична трудова партія (Partido Democrático Trabalhista) | 4 854 017        | 5,2              | 24               | 5 023 041         | 6,0               | 5                 | 1                 |
| Бразильська трудова партія (Partido Trabalhista Brasileiro) | 4 397 743        | 4,7              | 22               | 2 676 469         | 3,2               | 4                 | 3                 |
| Ліберальна партія (Partido Liberal) | 4 074 618        | 4,4              | 23               | 696 501           | 0,8               | 3                 | 1                 |
| Соціалістична народна партія (Partido Popular Socialista) | 3 630 462        | 3,9              | 21               | 1 232 571         | 1,5               | 1                 | 1                 |
| Джерела: Електронні ресурси Інтернет: Федеральні вибори в Бразилії [Архівовано 23 квітня 2007 у Wayback Machine.] (англійською мовою), Офіційний сайт Сенату[недоступне посилання з квітня 2019] (порт. мовою; для продовжуючих сенаторів). |                  |                  |                  |                   |                   |                   |                   |

## Зовнішня політика
Традиційно Бразилія була лідером в латиноамериканському суспільстві і відігравала важливу роль в системі колективної безпеки та економічної кооперації Західної півкулі. Бразилія підтримувала Антанту протягом Першої світової війни та анти-гітлерівську коаліцію протягом другої, коли її експедиційний корпус відіграв ключову роль в перемозі анти-гітлерівської коаліції в Італії.
Зараз Бразилія є членом Міжамериканського договору взаємної допомоги і член Організації американських держав. Недавно Бразилія почала надавати високий пріоритет відносинам із своїми південноамериканськими сусідами і входить до складу Амазонського пакту, Асоціації латиноамериканської інтеграції і Меркосур (митний союз з Аргентиною, Уругваєм, Парагваєм і Венесуелою. Разом з Аргентиною, Чилі і США, Бразилія — один з гарантів перуансько-еквадорського мирного процесу. В ООН Бразилія бере участь в багатьох агентствах. Вона посилала солдат у складі військ ООН для збереження миру у Бельгійськое Конго, Кіпр, Мозамбік, Анголу, Східний Тимор та Гаїті. У 2004—2005 Бразилія входила до складу Ради Безпеки ООН в дев'ятий раз.
Відкриті питання бразильської зовнішньої політики включають кілька неврегулюованих ділянок кордону з Уругваєм, невизнані бразильські зони інтересів в Антарктиці, що перекриваються з британською та аргентинською зонами, спроби розширити морську економічну зону уздовж бразильських берегів, та спроби разом Німеччиною, Японією та Індією стати постійними членами Ради Безпеки ООН.

## Збройні сили

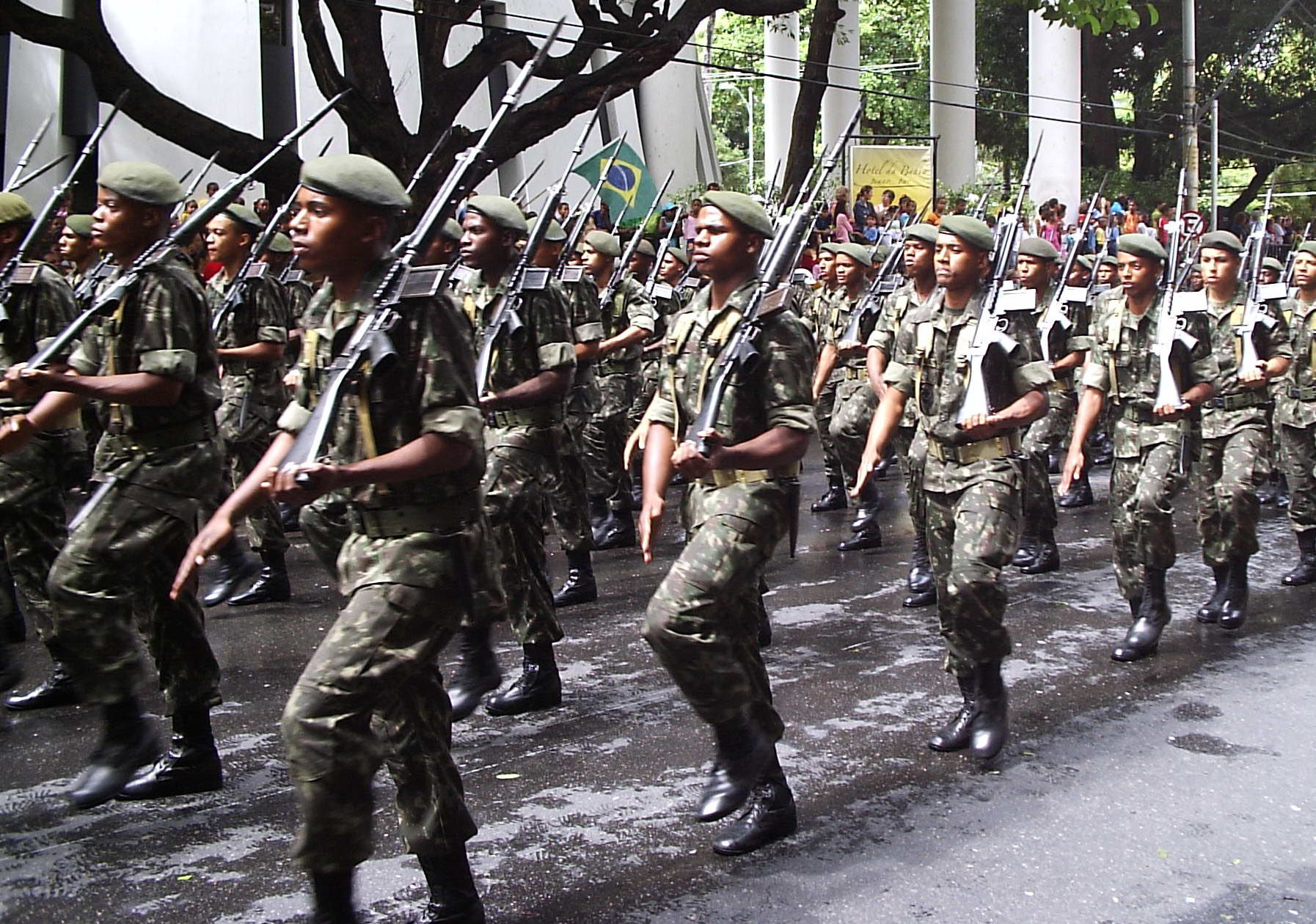
Парад 7 вересня 2006 в Салвадорі, Баїя

Бразилія має найбільші в Латинській Америці збройні сили, що з 1999 року поділяються на звичайні чмо роду військ. Повне число солдат становить 317 тис., які розподіляються приблизно на 200 тис. у Армії (сухопутних військах), та по 50 тис. у Військово-морському флоті та Військовій авіації. Чоловіки призиваються на службу в віці 19 років, хоча існує багато засобів відмовитися від служби — з 1,7 млн чоловіків, що щорічно досягають призовного віку, тільки 133 тис. призиваються до збройних сил. Чоловіки та жінки можуть служити добровольцями з віку у 18 років.
Фінансування збройних сил відносно ВВП дуже мале, та склало лише 9,9 млрд доларів США (1,1 % ВВП) в 2005 році. Це пояснюється відсутністю як зовнішніх, так і внутрішніх ворогів, та великим розміром Бразилії відносно сусідів. Зараз основними задачами збройних сил є охорона кордонів та просування економічного розвитку в Амазонії, боротьба з транспортом наркотиків з Андійського регіону та поліцейські операції.
Бразилія має відносно розвинуту військову промисловість, хоча через ряд зовнішньополітичних (падіння режиму Саддама Хусейна в Іраку, розширення контролю США над арабськими країнами) та внутрішніх (падіння військової диктатури в 1985 році) причин, з початку 1990-х виробництво різко впало. Зараз основними статтями бразильського експорту зброї є авіаційна техніка та артилерійські ракети, проте Бразилія імпортує більше зброї, ніж експортує.